# These Are the Days of Our Lives
«These Are the Days of Our Lives» (в переводе с англ. — «Это дни нашей жизни») — песня группы Queen из альбома Innuendo. Одна из самых популярных песен группы. Первоначально выпущена как сингл для США вместе с песней «Bijou» на стороне «Б» 5 сентября 1991 года (на 45-й день рождения Фредди Меркьюри); позднее, после смерти Меркьюри, песня была переиздана с песней «Bohemian Rhapsody» на второй стороне «А» 9 декабря 1991 года. Сингл занял первое место в Великобритании и продержался на вершине хит-парада пять недель.
Сингл получил награду Brit Awards в номинации «Лучший британский сингл» в 1992 году.
На концерте The Freddie Mercury Tribute Concert, который проходил 20 апреля 1992 года на стадионе Уэмбли (Лондон, Англия) песню исполнили Джордж Майкл и Лиза Стэнсфилд.

## Песня
Это был первый сингл, выпущенный после смерти Фредди Меркьюри. После его кончины оставшиеся участники решили воздать ему память, и переиздали «Bohemian Rhapsody» (вместе с «These Are the Days of Our Lives»). «Bohemian Rhapsody» второй раз возглавила хит-парад Великобритании. Пластинка была продана в количестве 1,1 миллиона экземпляров, став вторым по популярности синглом 1991 года.
Все доходы от этого переиздания Меркьюри перед смертью распорядился отдать благотворительному фонду Терренса Хиггинса по борьбе со СПИДом. Сингл был удостоен награды Ivor Novello как лучший сингл 1991 года.
Песню продюсировал Дэвид Ричардс, который добавил партию конга (разновидность африканского барабана) и партию маракасов фирмы Ludwig. Джон Дикон сыграл бас-линию на гитаре Fender и на синтезаторе фирмы Korg M1. Роджер Тейлор играл на ударных фирмы Ludwig, а Брайан Мэй играл на своей Red Special. Через несколько лет он признал, что его соло было потрясающим. Песня написана в тональности До мажор. Модуляций не происходит. Темп не меняется. В припевах Фредди Меркьюри поёт «двойной» гармонией (сначала был записан первый голос, потом второй, только на терцию ниже).

### Состав песни
Существует одна версия песни, она была выпущена как в альбоме, так и на сингле.
Альбомная версия длится 4 минуты и 11 секунд. Композиция начинается с восьмисекундного исполнения основного ритма. Этот ритм продолжается почти всю песню, прерываясь на 3-й минуте 40-й секунде. Первый куплет заканчивается на 47-й секунде, и сразу начинается припев, который длится 31 секунду. После припева следует второй куплет. По своей структуре он ничем не отличается от первого куплета. В конце второго куплета (1:58) снова проигрывается припев. После его окончания начинается партия гитары Red Special, которая длится почти минуту. После гитарного соло музыканты последний раз исполняют припев. На строчке «When I look and I find…» (Когда я смотрю, я нахожу…) музыка на мгновение останавливается. После слов Фредди Меркьюри: «I still love you» (Я по-прежнему люблю тебя), Роджер Тейлор, Брайан Мэй и Джон Дикон ещё пару секунд играют вместе, но после окончания гитарной партии, снова исполняется основной ритм и он постепенно затихает.
На виниловой пластинке песня вышла в слегка укороченном виде (длительностью 4 минуты 6 секунд): были вырезаны вступление и окончание.

### Музыкальные инструменты
- Джон Дикон — бас-гитара Fender и синтезатор Korg M1[5]
- Брайан Мэй — электрогитара Red Special[5]
- Роджер Тейлор — ударные Ludwig и перкуссия.[5]
- Дэвид Ричардс — ударные конга фирмы LP и маракасы фирмы Ludwig 8[5]

### Другие релизы
Помимо альбома и сингла, песня выходила ещё и в других сборниках песен группы. Это Greatest Hits III, Jewels II и Stone Cold Classics. Кроме этого, песня выходила в составе других альбомов в бокс-сете: The Platinum Collection.

## Концертные выступления

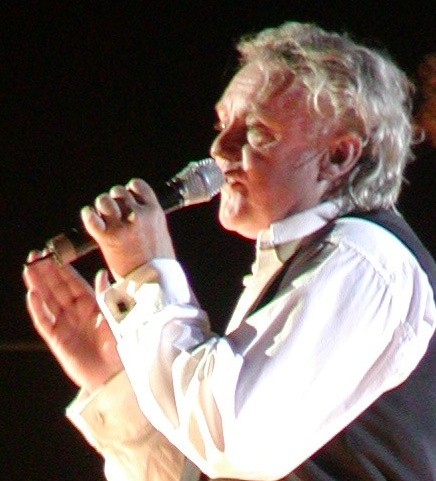
Роджер Тейлор во время турне Queen + Paul Rodgers

Впервые Queen выступили перед публикой с этой песней 20 апреля 1992 года на концерте памяти Фредди Меркьюри, вокальные партии исполнили Джордж Майкл и Лиза Стэнсфилд. Позже запись живого выступления была включена в альбом Five Live.
На современных концертах группы, в рамках проектов Queen + Paul Rodgers и Queen + Adam Lambert, песню исполняет Роджер Тейлор.
1 июля 2007 года на стадионе Уэмбли (Англия, Лондон), проходил концерт, посвящённый Принцессе Диане, в котором принимали участие многие мировые звезды. В самом конце представления, под музыку из «These Are the Days of Our Lives», были показаны кадры из жизни принцессы Дианы.
Живая запись песни выходила в концертных альбомах 46664 и Return of the Champions. Кроме того, песня исполнялась на концертах, которые потом вышли в качестве видео группы. Это The Freddie Mercury Tribute Concert, 46664 — the Event, Return of the Champions и Super Live in Japan.

## Видеоклип
Для песни созданы три версии видеоклипа. Режиссёрами клипов были Руди Долезаль и Ханесс Росахер.
Запись песни была произведена 30 мая 1991 года в студии Limehouse. На съёмках не присутствовал Брайан Мэй (он был в Америке и не смог приехать); он снялся уже после того, как это сделали остальные члены группы.
Сначала видео было отснято на цветную плёнку (такая версия клипа была выпущена в США). Но, пересмотрев ролик, группа решила не показывать его в цветном формате, чтобы поклонники группы не увидели, каким был в то время Фредди Меркьюри. Его лицо было настолько измождённым, что без грима Фредди было невозможно узнать.
Видеоклип вошёл в сборник клипов Greatest Flix III и Classic Queen.

### Оригинальная версия
Эта версия клипа была отснята на чёрно-белую плёнку. Клип не сюжетный — Фредди просто поёт перед камерой.
Имидж музыкантов заметно изменился. Фредди Меркьюри был одет в чёрную рубашку и разноцветную жилетку c рисунками кошек, надетую навыпуск, и широкие штаны, скрывавшие крайнюю худобу. Роджер Тейлор в такую же одежду, а Брайан Мэй и Джон Дикон в брюки и белую рубашку.
Клип начинается с показа Тейлора, играющего на барабанах. Дальше видео плавно переходит на Меркьюри до слов «I was back in the old days» (Я вернулся в старые дни). После этих кадров несколько секунд показывается Джон Дикон. Потом видео плавно переходит на Меркьюри (впрочем, почти весь куплет камера направлена только на него).
Во время припева показывается вся группа и площадка, где и происходит исполнение песни.
Исполнение второго куплета почти ничем не отличается от исполнения первого. Всё также показывается только Фредди Меркьюри.
После припева начинается гитарное соло Мэя, которое длится почти минуту. После его окончания начинается припев. Последние слова клипа стали посланием певца своим фанам: «I still love you» (Я по-прежнему люблю тебя [вас]). Через секунду Фредди выходит из кадра, чтобы больше никогда туда не вернуться. Клип стал последним, в котором снялся Фредди Меркьюри.

### ВерсияThe Walt Disney Company
Аниматоры компании Walt Disney решили сделать анимационную версию клипа для американского телевидения. Позже эта версия видеоклипа появилась на видеосборнике Classic Queen.

## Кавер-версии
- Концертная версия песни в исполнении Джорджа Майкла была выпущена в его мини-альбоме Five Live в 1993 году, и этот сборник достиг первой строчки британского чарта. Позже эта версия песни вышла в альбоме Greatest Hits III в 1999 году.

## Сингл

### 7-дюймовые пластинки
Сингл вышел на 7-дюймовых грампластинках в 3 странах: в Югославии, Великобритании, и в Германии. В этих странах на стороне «А» была записана «Bohemian Rhapsody».
В 1993 году в Великобритании вышла новая версия сингла, где на стороне «А» была записана «Somebody to Love». В Югославии лейблом выступила компания Jugoton, а в Великобритании и в Германии, Parlophone Records.

### 12-дюймовые пластинки
Сингл вышел на 12-дюймовых пластинках в 2 странах, в Испании и в Италии. На всех пластинках на сторону «А» была записана живое исполнение «Somebody to Love», а на сторону «Б» песня «These Are the Days of Our Lives» тоже в живом исполнении. Лейблом была компания Parlophone Records.

### Компакт-диск
Песня также выходила в качестве сингла на 5-дюймовых компакт-дисках в 6 странах. В Великобритании на 3-дюймовый диск были записаны песни «Bohemian Rhapsody» (альбомная версия) и «These Are the Days of Our Lives» под лейблом Parlophone Records. В США вышло две версии 5-дюймовых дисков с синглом — на одном находилась только «These Are the Days of Our Lives», а на другом оригинальная версия и ремикс этой песни, лейблом выступила компания Hollywod Records.

### TC PS
Сингл вышел на TC PS в 3 странах, в США, Великобритании и в Нидерландах. В США на стороне «А» была записана «These Are the Days of Our Lives», стороне «Б» «Bjiou». А в Великобритании и Нидерландах «These Are the Days of Our Lives» на стороне «А», и «Bohemian Rhapsody» на стороне «Б».

## Чарты
Пластинка вышла в рекордно короткие сроки. Как пояснил Тони Уодсворт, генеральный менеджер компании звукозаписи, принадлежавшей группе: «Первые копии пластинки в обложке мы получили уже в следующую пятницу. Каждый старался как мог».
Грехем Уокер, сотрудник компании «ERA», составляющей списки популярности, говорил: «Продажа идёт феноменально. За первые шесть дней продано около шестисот тысяч пластинок».

### Таблица
| Страна         | Позиция |
| -------------- | ------- |
| Австралия      | 5       |
| Австрия        | 8       |
| Бельгия        | 1       |
| Великобритания | 1       |
| Германия       | 7       |
| Ирландия       | 1       |
| Нидерланды     | 1       |
| Новая Зеландия | 1       |
| Норвегия       | 4       |
| США            | 2       |
| Франция        | 15      |
| Швейцария      | 4       |
| Швеция         | 18      |